# Anne-Sophie Llorens
Anne-Sophie Llorens, née à Nice le 25 mars 1977, est une guitariste et professeure de musique classique française.

## Biographie

### Formation
Inspirée par sa mère, professeure de danse, Anne Sophie Llorens s'intéresse très tôt pour la musique. Elle commence la guitare classique à sept ans au Conservatoire à rayonnement régional de Nice, dans la classe du duo de professeurs Ako Ito et Henri Dorigny.
Environ trois ans plus tard, elle fait ses premiers pas face au public au sein du Classy Country Band, un quartet d’élèves qui se produit sur plusieurs scènes à l’échelle régionale. Le duo Ito-Dorigny lui propose, à 14 ans, qu'elle les accompagner sur scène lors de leurs nombreux concerts aux États-Unis durant l’été, parallèlement à sa formation au conservatoire.
Anne-Sophie Llorens réitèrere l'expérience plusieurs décennies plus tard en formant avec ses anciens professeurs le trio IDL ( Ito-Dorigny-Llorens ) autour de la musique traditionnelle américaine bluegrass. L’ensemble se produit plusieurs fois en France et aux États-Unis et notamment à Nashville.
Llorens rencontre et jouer pour Chet Atkins, John D. Loudermilk et John Knowles.
Elle continue ensuite sa formation acquise à Nice par un cycle d’études au Conservatoire National Supérieur de Musique et de Danse de Paris. Ses diplômes d’études musicales français en poche, elle obtient la bourse européenne Socrates pour étudier à l’Université de Yale, aux États-Unis.
Quelques années plus tard, elle obtient la bourse franco-américaine Fulbright qui lui permet de se perfectionner et décrocher un master de musique au Conservatoire Peabody de l'Université Johns-Hopkins de Baltimore en 2005.
Plusieurs classes de maîtres enrichissent ainsi son jeu auprès de célèbres guitaristes classiques, tels que Alexandre Lagoya, David Russel ou encore Manuel Barrueco. 

### Carrière
De retour en France, Anne-Sophie Llorens réintègre le Conservatoire à rayonnement régional de Nice, mais cette fois-ci, en tant que professeure d’enseignement artistique, après avoir obtenu son certificat d’aptitude.
Elle poursuit en parallèle une carrière de soliste avec différents concertos interprétés à l’Opéra de Nice, et part en récital en Italie, en Angleterre, en Norvège puis au Japon, lors de deux tournées, en solo et en duo avec la percussionniste Nozomi Abe pour une création de la compositrice Angel Lam (en) au Minato Miraï Hall de Yokohama en 2007.
Elle élargit ensuite son répertoire à la World Music et travaille avec les ensembles Tresymas et Globe Quartet,, avec lequel elle se produira à l’ambassade des États-Unis à Paris en 2010.
Parallèlement à son activité de professeure, elle se produit au sein du duo Romanesca, qu’elle forme avec Sabine Marzé (mandoline) à partir de 2014, notamment au festival de Castellar,,,.
Elle réalise également fréquemment des conférences concert à Paris (Cité de la musique) et à Nice (Palais Lascaris),, et a notamment joué l’une des six guitares encore en état et jouable, fabriquée au XIXe siècle par le luthier Antonio de Torres, créateur de la guitare classique actuelle,.

## Distinctions
- 1990 : Premier prix à l'unanimité des tournois du Royaume de la musique de Radio France
- 1998 : 1er prix du Conservatoire à rayonnement régional de Nice.
- 1999 : médaille d’or et prix de la ville d’Antibes.
- 2002 : 1er prix du Conservatoire national supérieur de musique et de danse de Paris
- 2020 : récipiendaire de la médaille de bronze du rayonnement culturel de La Renaissance Française[12].

## Discographie
- En concert : disque solo de performance live (2011).
- Couleurs d’Espagne : disque du duo « Romanesca » avec Sabine Marzé (2019)[13],[14].
- Voiles latines : disque du duo « Romanesca » avec Sabine Marzé (2020)[13].